# Allen Tate
Allen Tate, né John Orley Allen Tate le 19 novembre 1899 à Winchester dans le comté de Clark de l'état du Kentucky et mort le 9 février 1979 à Nashville dans le Tennessee, est un poète, romancier, essayiste, critique littéraire et un professeur d'université américain.

## Biographie

### Jeunesse et formation
John Orley Allen Tate est le troisième fils de John Orley Tate, un homme d'affaires, et d'Eleanor Parke Custis Varnell,,.
Il commence dans un premier temps à se vouer à son amour de la musique, il pratique le violon et se perfectionne au conservatoire de musique de Cincinnati de 1916 à 1917. Il s’avère que s'il avait du talent, il n'avait pas le génie nécessaire  pour envisager une carrière de musicien, c'est ainsi qu'il s'inscrit à l'université Vanderbilt de 1918 à 1922 où il obtient son Bachelor of Arts (licence), il y fait la connaissance de son condisciple Robert Penn Warren, devenu un ami proche qui lui fait intégrer le groupe de poètes sudistes The Fugitives mené par John Crowe Ransom,,,.
Durant ses études, il étudie les poèmes de Baudelaire, Tristan Corbière, Mallarmé, Gérard de Nerval, Rémy de Gourmont, etc,.

### Carrière
En 1922, il fonde et dirige la revue The Fugitive, dont il est rédacteur en chef jusqu'en 1925. Le groupe des Fugitives valorisait le Sud agraire contre le Nord industriel,,
Allen Tate se désolidarise des membres du groupe qui manifestaient une sympathie pour Mussolini ou Hitler, mais si Allen Tate soutient la démocratie contre le fascisme, en revanche il reste ambigu quant à la question raciale malgré ses évolutions,.
Parallèlement à ses activités de rédacteur en chef de The Fugitive, il emménage à New York en 1924, pour un séjour de quatre ans. Il travaille comme pigiste pour  l'hebdomadaire The Nation, et écrit des articles pour la revue de poésie Hound and Horn.
De 1928 à 1930, grâce à une Bourse Guggenheim il va en Europe, de retour au Tennessee, en 1930, il prend la direction de la revue conservatrice The American Review.
Il commence sa carrière de professeur d'université en 1934, d'abord au Southwest Tennessee Community College (en), au  Woman's College de l'université de Caroline du Nord, puis à l'université de Princeton pour enfin rejoindre l'université du Minnesota où il enseigne de 1951 à sa retraite en 1968,,,.
En 1943, il est nommé consultant puis poète lauréat  à la Bibliothèque du Congrès chargé de la section poésie. Lors de son exercice de cette fonction, il crée le Quarterly journal of the Library of Congress qui fait le point sur les acquisitions et l'actualité de la bibliothèque,,,,.
En 1950, il se convertit au catholicisme,.
Disciple de Thomas Ernest Hulme et très influencé par T.S. Eliot, William Butler Yeats il devient théoricien au sein du mouvement littéraire New criticism. En 1954, il reçoit le prix de Rome américain en littérature pour l'ensemble de son œuvre,.

### Vie privée
En 1924, il épouse la romancière Caroline Gordon dont il se sépare en 1959 pour épouser la poète Isabella Gardner dont il divorce également, pour épouser en troisièmes noces en 1966 l'une de ses étudiantes, Helen Heinz,,.

## Archives
Ses archives sont déposés et consultables auprès de la Bibliothèque Firestone de l'université de Princeton.

## Œuvres

### Recueils de poésie
- Mr. Pope And Other Poems, New York, Minton, Balch & Co (1re éd. 1928), 52 p. (OCLC 792794258),
- The Swimmers, And Other Selected Poems, New York, Scribner, 1970, 212 p. (ISBN 9780684123332, lire en ligne),
- Collected Poems, 1919-1976, New York, Farrar, Straus and Giroux, 1er octobre 1978 (réimpr. 1989, 2007, 2014), 240 p. (ISBN 9780374125394, lire en ligne),
- Poems 1922-1947, Goldstein Press, 1er mars 2007, 224 p. (ISBN 978-1-4067-4543-6),

### Romans
- Stonewall Jackson : The Good Soldier, New York, Minton, Balch & Company, 1er janvier 1928 (réimpr. 1957, 1965, 1991, 2014), 356 p. (OCLC 1015560666, lire en ligne),
- Jefferson Davis : His Rise and Fall, New York, Minton, Balch & Company, 1er janvier 1929 (réimpr. 1948, 1957, 1969, 1992, 1998, 2006), 342 p. (OCLC 868984135, lire en ligne),
- The Fathers, Athens, Ohio, Swallow Press (réimpr. 1961, 1984, 1988, 1996, 2016) (1re éd. 1938), 307 p. (ISBN 9780804001083, lire en ligne),

### Essais
- Reactionary Essays on Poetry and Ideas, New York, Charles Scribner's Sons (réimpr. 1966, 1968) (1re éd. 1936), 240 p. (OCLC 645374630, lire en ligne),
- Reason In Madness : Critical Essays, New York, G.P. Putnam's Sons (réimpr. 1941, 1964, 1968, 1988) (1re éd. 1938), 256 p. (ISBN 9780836909258, OCLC 903838437, lire en ligne),
- Princeton Verse Between Two Wars : An Anthology, Princeton, New Jersey, Princeton University Press (réimpr. 1969) (1re éd. 1942), 112 p. (OCLC 776559232, lire en ligne),
- On The Limits Of Poetry, Selected Essays : 1928 1948, New York, Swallow Press (réimpr. 1969, 1970) (1re éd. 1948), 408 p. (ISBN 9780836914849, OCLC 504528179, lire en ligne)[18],
- The man of letters in the modern world : Selected essays, 1928-1955, New York, Londres, Meridian Books (réimpr. 1955, 1958, 1960, 1964) (1re éd. 1953), 360 p. (OCLC 254547215, lire en ligne),
- Collected Essays, Denver, Colorado, Alan Swallow, 1959, 604 p. (OCLC 463176457, lire en ligne),
- Six American Poets from Emily Dickinson to the Present : An Introduction, Minneapolis, Minnesota, University of Minnesota Press (réimpr. 1969, 1971) (1re éd. 1965) (OCLC 4419908, lire en ligne),
- T.S.Eliot : The Man and His Work, New York, Delacorte Press, 1er janvier 1966, 440 p. (ISBN 9780140213041, lire en ligne),
- Essays of Four Decades, Chicago, Swallow Press, 1968, 660 p. (ISBN 9780804001014, lire en ligne)[19],
- The Translation Of Poetry, Washington, district de Columbia, Library of Congress, 1972, 40 p. (ISBN 9780844400150),
- The Poetry Reviews Of Allen Tate, 1924 1944, Baton Rouge, Louisiane, Louisiana State University Press, 1er janvier 1983, 214 p. (ISBN 9780807110577, lire en ligne),

### Mémoires
- Memoirs and Opinions, 1926-1974, Chicago, Swallow Press, juillet 1975, 248 p. (OCLC 643646871, lire en ligne),
- Memories and essays : old and new 1926-1974, Carcanet Press, 1er janvier 1976, 225 p. (ISBN 978-0-85635-203-4),

### Correspondances
- The Literary Correspondence of Donald Davidson and Allen Tate, University of Georgia Press Athens, 1974, 442 p. (ISBN 978-0-8203-0339-0),
- The Lytle-Tate Letters : The Correspondence of Andrew Lytle and Allen Tate, University Press of Mississippi, novembre 1987, 395 p. (ISBN 978-0-87805-326-1),
- Cleanth Brooks and Allen Tate : Collected Letters, 1933-1976, University of Missouri Press, 31 décembre 1998, 312 p. (ISBN 978-0-8262-1207-8, lire en ligne),
- The Republic of Letters in America : The Correspondence of John Peale Bishop and Allen Tate, University Press of Kentucky, 15 juillet 2014, 240 p. (ISBN 978-0-8131-5541-8),

### Éditeur
- Allen Tate (dir.), The Language of Poetry, Princeton, New Jersey, Princeton University Press, 1942 (réimpr. 1960), 150 p. (OCLC 1470642, lire en ligne),
- Allen Tate (dir.), A Southern Vanguard: The John Peale Bishop Memorial Volume, Prentice-Hall, 1er janvier 1947 (réimpr. 2018), 331 p. (ISBN 9780836917260),

## Prix et distinctions (sélection)
- 1928 : obtention d'une bourse de la fondation J.S. Guggenheim[20].
- 1943 : élection à la charge de Poète lauréat de la bibliothèque du Congrès,.
- 1954 : lauréat du prix de Rome américain en littérature.
- 1957 : lauréat du Bolligen Prize[21],[5].
- 1966 : élection à la charge de chancelier de l'Academy of American Poets, poste qu'il occupera jusqu'en 1979[22].

## Pour approfondir

#### Notices dans des encyclopédies et manuels de références
- (en-US) Paula K. Byers & Suzanne Michele Bourgoin (dir.), Encyclopedia of World Biography, vol. 15. Studi-Visser, Detroit, Michigan, Gale Research, 1998, 536 p. (ISBN 9780787625559, lire en ligne), p. 116. ,
- (en-US) John Arthur Garraty & Mark Christopher Carnes (dir.), American National Biography, vol. 21: Stratton - Tunney, New York, Oxford University Press, USA, 1er janvier 1999, 935 p. (ISBN 9780195128000, lire en ligne), p. 332-334. ,
- (en-US) Jay Parini (dir.), The Oxford Encyclopedia of American Literature, vol. 4 : Anne Sexton - Writing as a Woman in the Twentieth Century, New York, Oxford University Press, USA, 2004, 637 p. (ISBN 9780195167276, lire en ligne), p. 153-157. ,
- (en-US) Susan Clair Imbarrato & Carol Berkin (dir.), Encyclopedia of American Literature, vol. 3. Into the modern 1896-1945, New York, Facts On File, 1er février 2008, 427 p. (ISBN 9780816064762, lire en ligne), p. 300-301. ,
- (en-US) Rosemary M. Canfield Reisman (dir.), Critical Survey of Poetry : American Poets, vol. 4 : William Jay Smith- Louis Zukofsky, Pasadena, Californie, Salem Press, 15 janvier 2011, 2419 p. (ISBN 9781587655876, lire en ligne), p. 1941-1947. ,
- (en-GB) Ian Hamilton & Jeremy Noel-Tod (dir.), The Oxford Companion to Modern Poetry, Oxford, Royaume-Uni, Oxford University Press, 1er juillet 2013, 719 p. (ISBN 9780199640256, lire en ligne), p. 608-609,

#### Essais et biographies
- (en-US) Willard Burdett Arnold, The social ideas of Allen Tate, Boston, Bruce Humphries, 1955, 72 p. (OCLC 1151243539, lire en ligne),
- (en-US) R.K. Meiners, The Last Alternatives : A Study of the Works of Allen Tate, Denver, Colorado, M.S.G. Haskell House Publishers, 1963, rééd. 28 septembre 1973, 230 p. (ISBN 9780838315941, lire en ligne),
- (en-US) George Hemphill, Allen Tate : American Writers 39, Minneapolis, Minnesota, University of Minnesota Press, 1er janvier 1964, 52 p. (ISBN 9780816603312, lire en ligne),
- (en-US) Ferman Bishop, Allen Tate, New York, Twayne Publishers, 1967, 182 p. (ISBN 9780808400509, lire en ligne),
- (en-US) James Radcliffe Squires, Allen Tate : A Literary Biography, New York, Pegasus, 1971, 240 p. (OCLC 906045591, lire en ligne),
- (en-US) Radcliffe Squires, Allen Tate and His Work : Critical Evaluations, Minneapolis, Minnesota, University of Minnesota Press, 1er janvier 1972, 376 p. (ISBN 9780816606276, lire en ligne),
- (en-US) Robert Scott Dupree, Allen Tate And The Augustinian Imagination : A Study Of The Poetry, Baton Rouge, Louisiane, Louisiana State University Press, 1er janvier 1983, 272 p. (ISBN 9780807111000, lire en ligne),
- (en-US) Walter Sullivan, Allen Tate : A Recollection, Baton Rouge, Louisiane, Louisiana State University Press, 1er novembre 1988, 160 p. (ISBN 9780807114810, lire en ligne),
- (en-US) William Doreski, The Years of Our Friendship : Robert Lowell and Allen Tate, Jackson, Mississippi, University Press of Mississippi, 1990, rééd. 20 janvier 2010, 270 p. (ISBN 9781604735109, lire en ligne),
- (en-US) Langdon Hammer, Hart Crane & Allen Tate : Janus-Faced Modernism, Minneapolis, Minnesota, Princeton University Press, 1er juin 1993, 304 p. (ISBN 9780691068770, lire en ligne),
- (en-US) Peter A. Huff, Allen Tate and the Catholic Revival : Trace of the Fugitive Gods, New York, Paulist Press (réimpr. 2002) (1re éd. 1996), 180 p. (ISBN 9780809136612, lire en ligne),
- (en-US) Thomas A. Underwood, Allen Tate : Orphan of the South, Princeton, New Jersey, Princeton University Press, 1er janvier 2000, 480 p. (ISBN 9780691069500, lire en ligne),
- (en-US) Gabriel Welsch, Allen Tate, Philadelphie, Chelsea House Publications, coll. « Bloom's Major Poets », 5 mai 2004, 138 p. (ISBN 9780791078891, lire en ligne),
- (en-US) John V. Glass III, Allen Tate : The Modern Mind and the Discovery of Enduring Love, Washington, district de Columbia, Catholic University of America Press, 28 juin 2016, 376 p. (ISBN 9780813228631, lire en ligne),

#### Articles
Les articles de JSTOR, sont librement accessibles à la lecture en ligne jusqu'à la concurrence de 99 articles par mois.
- (en-US) Monroe K. Spears, « Reviewed Work: On the Limits of Poetry. Selected Essays: 1928-1948 by Allen Tate », The Sewanee Review, Vol. 57, No. 2,‎ printemps 1949, p. 317-334  (18 pages) (lire en ligne ). ,
- (en-US) Vivienne Koch, « The Poetry of Allen Tate », The Kenyon Review, vol. 11, no 3,‎ été 1949, p. 355-378 (lire en ligne ),
- (en-US) Lillian Feder, « Allen Tate's Ose of Classical Literature », The Centennial Review of Arts & Science, vol. 4, no 1,‎ hiver 1960, p. 89-114 (lire en ligne ),
- (en-US) George Core, « Reviewed Work: Essays of Four Decades by Allen Tate », The Southern Literary Journal, vol. 2, no 1,‎ 1969, p. 138-147 (10 pages) (lire en ligne ). ,
- (en-US) Radcliffe Squires, « Will and Vision: Allen Tate's "Terza Rima" Poems », The Sewanee Review, vol. 78, no 4,‎ 1970, p. 543-562 (lire en ligne ),
- (en-US) Louise Cowan, « Allen Tate and the Garment of Dante », The Sewanee Review, vol. 80, no 2,‎ printemps 1972, p. 377-382 (lire en ligne ),
- (en-US) William Meredith, Malcolm Cowley, Cleanth Brooks, Louis Coxe, Eudora Welty and William Jay Smith, « For Allen Tate », The Quarterly Journal of the Library of Congress, Vol. 36, No. 4,‎ 1979, p. 349-356 (8 pages) (lire en ligne ),
- (en-US) Willard Thorp, « Allen Tate at Princeton », The Princeton University Library Chronicle, Vol. 41, No. 1,‎ automne 1979, p. 1-21 (22 pages) (lire en ligne ),
- (en-US) Jeffrey J. Folks, « Allen Tate and the Victorians », South Atlantic Review, Vol. 50, No. 2,‎ mai 1985, p. 55-66 (12 pages) (lire en ligne ),
- (en-US) Lewis P. Simpson, « Allen Tate », The Sewanee Review, vol. 94, no 3,‎ été 1986, p. 471-485 (lire en ligne ),
- (en-US) William Doreski, « Founding a Literary Friendship: Allen Tate and Robert Lowell », The Southern Literary Journal, Vol. 21, No. 2,‎ printemps 1989, p. 72-91 (20 pages) (lire en ligne ),
- (en-US) Ritchie D. Watson, Jr., « Ellen Glasgow, The Nashville Agrarians, and the Glasgow-Allen Tate Correspondence », The Mississippi Quarterly, Vol. 44, No. 1,‎ hiver 1990-1991, p. 35-47 (13 pages) (lire en ligne ),
- (en-US) Brent Garner, « Anxious Odes of Tate and Lowell », Journal of American Studies (en), vol. 25, no 1,‎ avril 1991, p. 93-99 (lire en ligne )
- (en-US) Thomas A. Underwood, « A Bard among Bibliographers: Allen Tate's Washington Year », The Southern Literary Journal, Vol. 24, No. 2,‎ printemps 1992, p. 36-48 (13 pages) (lire en ligne ),
- (en-US) John R. Strawn, « Lacy Buchan as the Voice of Allen Tate's Modernist Aesthetic in "The Fathers" », The Southern Literary Journal, Vol. 26, No. 1,‎ 1993, p. 64-77 (14 pages) (lire en ligne ),
- (en-US) S. L. Weingart, « Cold Revery: Remembering Allen Tate », The Sewanee Review, Vol. 103, No. 2,‎ printemps 1995, p. 281-287 (7 pages) (lire en ligne ),
- (en-US) Langdon Hammer, « Caroline Gordon, Allen Tate, and Hart Crane: An Exchange », The Sewanee Review, Vol. 106, No. 1,‎ hiver 1998, p. 140-145 (6 pages) (lire en ligne ),
- (en-US) Bruce Bawer, « Reviewed Works: Allen Tate: Orphan of the South by Thomas A. Underwood », The Hudson Review (en), vol. 55, no 1,‎ 2002, p. 167-175 (lire en ligne),
- (en-US) Anthony Stanonis, « "Take Him East Where Life Began": The Role of Virginia in Shaping the Early Writings of Allen Tate », The Virginia Magazine of History and Biography, Vol. 112, No. 1,‎ 2004, p. 36-61 (26 pages) (lire en ligne ),
- (en-US) Anthony Lombardy, « Allen Tate and the Metaphysics of Metaphor », The Southern Literary Journal, vol. 37, no 2,‎ printemps 2005, p. 62-80 (lire en ligne),
- (en-US) Jeremey Cagle, « More Than a Snapshot: Allen Tate's Ironic Historical Consciousness in The Fathers », The Mississippi Quarterly, Vol. 59, No. 1-2,‎ hiver 2005-2006, p. 207-224 (18 pages) (lire en ligne ),
- (en-US) George Watson, « Dining with Allen Tate », The Sewanee Review, Vol. 116, No. 3,‎ été 2008, p. 458-464 (7 pages) (lire en ligne ),
- (en-US) John W. Crowley, « Revaluation : Allen Tate's the Fathers », The Sewanee Review, Vol. 119, No. 3,‎ été 2011, p. 494-498 (5 pages) (lire en ligne ),
- (en-US) Glenn C. Arbery, « General Lee and the Siren: Allen Tate's Failed Biography », The Mississippi Quarterly, Vol. 64, No. 1-2,‎ printemps 2011, p. 199-218 (20 pages) (lire en ligne ),
- (en-US) Tobert Buffington, « Allen Tate and the Sewanee Review », The Sewanee Review, Vol. 123, No. 2,‎ printemps 2015, p. 240-251 (12 pages) (lire en ligne ),
- (en-US) Will Howarth & Anne Matthews, « A Secret Poem: Allen Tate, Miss Emily, and Alba Warren », The Princeton University Library Chronicle, Vol. 76, No. 3,‎ printemps 2015, p. 315-374 (60 pages) (lire en ligne ),
- (en-US) Susan V. Donaldson, « Challenging Allen Tate: Michael O'Brien and Southern Literary History », The Georgia Historical Quarterly, Vol. 101, No. 4,‎ 2017, p. 332-337 (6 pages) (lire en ligne ),
- (en-US) Andy Hines, « Vehicles of Periodization: Melvin B. Tolson, Allen Tate, and the New Critical Police », Criticism, vol. 59, no 3,‎ 2017, p. 417-439 (lire en ligne ),